# 赖村镇
赖村镇，是中华人民共和国江西省赣州市宁都县下辖的一个乡镇级行政单位。

## 行政区划
赖村镇下辖以下地区：
羊岭社区、赖村、邮村、莲子村、陂田村、围足村、水西村、石街村、蒙坊村、新民村、浮竹村、高岭村、老嵊场村、虎井村、山坑村和岩背村。